# Pequinês

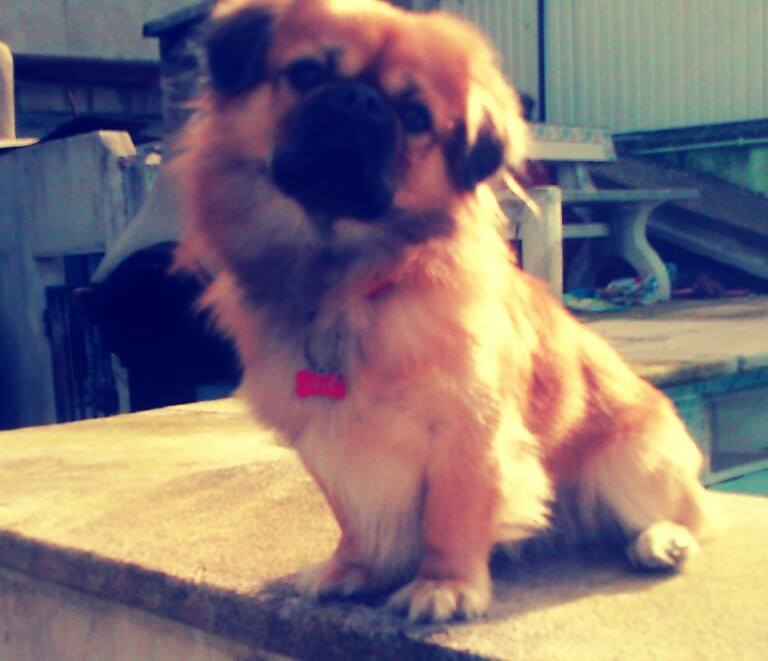
Cão pequinês com 2 anos de idade (dezembro de 2014)

Pequinês[Nota] (em chinês: 北京犬 pynyin:Běijīng quǎn ) é uma antiga raça de cão miniatura, originária da China. De acordo com lenda chinesa, este pequeno canino é o resultado de um amor impossível entre um leão e uma diminuta macaca. Com o auxílio do deus Hai Ho, o leão sacrificou seu tamanho por amor, nascendo assim o pequinês, bravo como pai, pequeno, inteligente e doce como a mãe. De concreto, sabe-se que esta raça existe há mais de 4 000 anos, embora tenha se tornado conhecida através da ascensão do Budismo, quando conquistou o estatuto de animal sagrado, sob a alcunha de "leão de Buda", e vivia isolado na Cidade Proibida. Todavia, em 1860, após saque feito ao Palácio Imperial por tropas britânicas, estes cães foram levados ao Ocidente. Dizem os registros históricos que apenas cinco destes animais sobreviveram ao massacre promovido pela realeza chinesa, que preferia ver seus bichos mortos a vê-los nas mãos de estrangeiros.
Sua personalidade é descrita como altiva e independente, o que representaria desafio para donos inexperientes. É especulado ainda que essa independência seja a razão para que o pequinês ocupe a posição 73 das 79 no livro A Inteligência dos Cães de Stanley Coren. Apesar disso, é considerado bom cão de alarme, ainda que também sejam conhecidos por ignorarem pessoas que não façam parte de seu dia-dia. Mas por outro lado, o cão é um ótimo companheiro e excelente para todas as idades

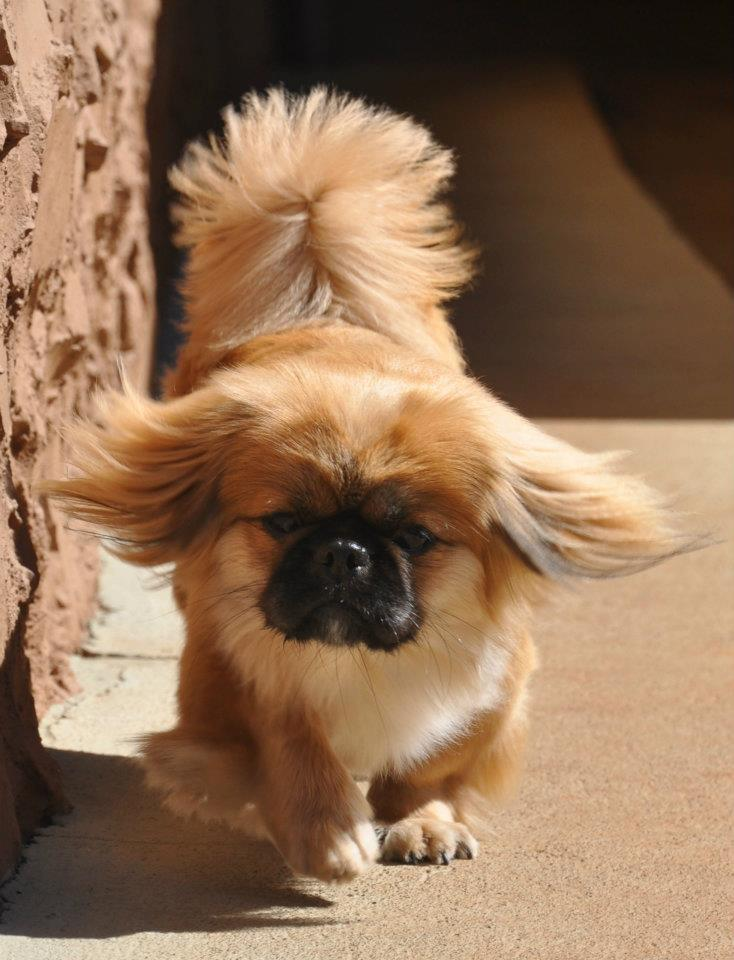
Pequinês com 2 anos de idade. Foto tirada em 2012